# Solanoideae
Solanoideae, potporodica biljaka dvosupnica, dio porodice pomoćnica ili krumpirovki. Sastoji se od deset imenovanih tribusa i nekoliko nedodijeljenih rodova.

## Opis
Potporodica Solanoideae karakterizirana je prisutnošću mesnatih plodova (Knapp, 2002.) i spljoštenih sjemenki sa zakrivljenim embrijima—karakteristike utvrđene kao izvedene osobine u Solanaceae. S fitokemijskog stajališta, vitanolidi i alkaloidi — osobito tropan, steroidni, indolni, pirolidinski i imidazolni alkaloidi — metaboliti su koji se najčešće pojavljuju (Hunziker, 2001.). Iako trenutna molekularna klasifikacija potvrđuje postavljanje Solanoideae kao najizvedenije potporodice i njen opseg, filogenetski odnosi nekih rodova još uvijek su nesigurni. U filogenetskoj klasifikaciji koju su predložili Olmstead et al. (2008.), potporodica Solanoideae podijeljena je na sedam dobro opisanih plemena i 11 rodova koji nisu obuhvaćeni ovim plemenima. Unatoč tome, trenutna klasifikacija predlaže podjelu Solanoideae u četiri klade s dobro definiranim filogenetskim odnosima: Atropina, koja se sastoji od plemena Hyoscyameae i Lycieae i rodova Jaborosa Juss., Latua Phil., Nolana i Sclerophylax; Juanulloeae, koja obuhvaća plemena Solaneae, Capsiceae, Physaleae i Datureae; i Salpichroina, koja obuhvaća rodove Salpichroa i Nectouxia Kunth.

## Tribusi i rodovi
1. Subfamilia Solanoideae Burnett
  1. Tribus Jaboroseae Miers
    1. Jaborosa Juss. (23 spp.)
    2. Latua Phil. (1 sp.)

  2. Tribus Nolaneae Rchb.
    1. Sclerophylax Miers (14 spp.)
    2. Nolana L. fil. (65 spp.)
    3. Lycium L. (99 spp.)

  3. Tribus Hyoscyameae Endl.
    1. Subtribus neopisan
      1. Exodeconus Raf. (6 spp.)

    2. Subtribus Mandragorinae
      1. Mandragora L. (3 spp.)

    3. Atropa L. (5 spp.)
    4. Anisodus Link (4 spp.)
    5. Hyoscyamus L. (33 spp.)
    6. Atropanthe Pascher (1 sp.)
    7. Przewalskia Maxim. (2 spp.)
    8. Scopolia Jacq. (3 spp.)
    9. Physochlaina G. Don (10 spp.)

  4. Tribus Solandreae Miers
    1. Solandra Sw. (10 spp.)
    2. Schultesianthus Hunz. (8 spp.)
    3. Trianaea Planch. & Linden (3 spp.)
    4. Merinthopodium Donn. Sm. (3 spp.)
    5. Poortmannia Drake (1 sp.)
    6. Dyssochroma Miers (3 spp.)
    7. Markea Rich. (16 spp.)
    8. Doselia A. Orejuela & Särkinen (4 spp.)
    9. Juanulloa Ruiz & Pav. (8 spp.)
    10. Hawkesiophyton Hunz. (3 spp.l

  5. Tribus Nicandreae Lowe
    1. Nicandra Adans. (3 spp.)

  6. Tribus Datureae Dumort.
    1. Trompettia J. Dupin (1 sp.)
    2. Datura L. (12 spp.)
    3. Brugmansia Pers. (8 spp.)

  7. Tribus Solaneae Dumort.
    1. Jaltomata Schltdl. (76 spp.)
    2. Solanum L. (1367 spp.)

  8. Tribus Salpichroeae
    1. Nectouxia Kunth (1 sp.)
    2. Salpichroa Miers (18 spp.)

  9. Tribus Capsiceae Dumort.
    1. Lycianthes (Dunal) Hassl. (152 spp.)
    2. Capsicum L. (43 spp.)

  10. Tribus Physalideae Miers
    1. Subtribus Iochrominae Reveal
      1. Iochroma Benth. (40 spp.)
      2. Trozelia Raf. (2 spp.)
      3. Saracha Ruiz & Pav. (7 spp.)
      4. Dunalia Kunth (6 spp.)
      5. Eriolarynx (Hunz.) Hunz. (4 spp.)
      6. Vassobia Rusby (2 spp.)

    2. Subtribus Withaniinae Bohs & Olmstead
      1. Cuatresia Hunz. (17 spp.)
      2. Deprea Raf. (56 spp.)
      3. Withania Pauquy (13 spp.)
      4. Athenaea Sendtn. (22 spp.)
      5. Discopodium Hochst. (2 spp.)
      6. Tubocapsicum (Wettst.) Makino (2 spp.)
      7. Archiphysalis Kuang (2 spp.)
      8. Nothocestrum A. Gray (4 spp.)

    3. Subtribus Physalidinae Reveal
      1. Physaliastrum Makino (6 spp.)
      2. Tzeltalia E. Estrada & M. Martínez (3 spp.)
      3. Schraderanthus Averett (1 sp.)
      4. Darcyanthus Hunz. ex N. A. Harriman (1 sp.)
      5. Brachistus Miers (5 spp.)
      6. Witheringia L´Hér. (14 spp.)
      7. Leucophysalis Rydb. (1 sp.)
      8. Oryctes S. Watson (1 sp.)
      9. Calliphysalis Whitson (1 sp.)
      10. Alkekengi Mill. (2 spp.)
      11. Quincula Raf. (1 sp.)
      12. Cataracta Zamora-Tav., O. Vargas & M. Martínez (1 sp.)
      13. Chamaesaracha (A. Gray) Benth. ex Franch. & Sav. (15 spp.)
      14. Capsicophysalis (Bitter) Averett & M. Martínez (1 sp.)
      15. Physalis L. (90 spp.)